# Lista di asteroidi (741001-742000)
Di seguito una lista di asteroidi dal numero 741001  al 742000 con data di scoperta e scopritore.

## 741001–741100
| Nome   | Designazione provvisoria | Data di scoperta  | Scopritore                  |
| ------ | ------------------------ | ----------------- | --------------------------- |
| 741001 | 2005 EN308               | 8 marzo 2005      | Mount Lemmon Survey         |
| 741002 | 2005 ED309               | 9 marzo 2005      | Mount Lemmon Survey         |
| 741003 | 2005 EK314               | 11 marzo 2005     | M. W. Buie, L. H. Wasserman |
| 741004 | 2005 EH320               | 9 febbraio 2005   | Mount Lemmon Survey         |
| 741005 | 2005 EQ338               | 18 settembre 2006 | Spacewatch                  |
| 741006 | 2005 EY338               | 14 luglio 2013    | Pan-STARRS                  |
| 741007 | 2005 ER341               | 28 luglio 2011    | Pan-STARRS                  |
| 741008 | 2005 EB342               | 14 gennaio 2016   | Pan-STARRS                  |
| 741009 | 2005 ED342               | 12 marzo 2016     | Pan-STARRS                  |
| 741010 | 2005 EO342               | 4 marzo 2005      | Mount Lemmon Survey         |
| 741011 | 2005 ES344               | 24 agosto 2007    | Spacewatch                  |
| 741012 | 2005 EM345               | 14 settembre 2007 | Spacewatch                  |
| 741013 | 2005 EN345               | 6 febbraio 2016   | Pan-STARRS                  |
| 741014 | 2005 EW346               | 2 novembre 2008   | Spacewatch                  |
| 741015 | 2005 EQ347               | 10 marzo 2005     | Mount Lemmon Survey         |
| 741016 | 2005 ER347               | 13 dicembre 2014  | Pan-STARRS                  |
| 741017 | 2005 EP348               | 10 marzo 2005     | Mount Lemmon Survey         |
| 741018 | 2005 EE349               | 11 marzo 2005     | Mount Lemmon Survey         |
| 741019 | 2005 FL17                | 17 marzo 2005     | Mount Lemmon Survey         |
| 741020 | 2005 FY17                | 6 settembre 2014  | Mount Lemmon Survey         |
| 741021 | 2005 FJ18                | 21 ottobre 2008   | Mount Lemmon Survey         |
| 741022 | 2005 GL15                | 17 marzo 2005     | Spacewatch                  |
| 741023 | 2005 GT19                | 2 aprile 2005     | Mount Lemmon Survey         |
| 741024 | 2005 GM21                | 3 aprile 2005     | NEAT                        |
| 741025 | 2005 GH32                | 8 marzo 2005      | Mount Lemmon Survey         |
| 741026 | 2005 GT36                | 2 aprile 2005     | Mount Lemmon Survey         |
| 741027 | 2005 GY39                | 4 aprile 2005     | Mount Lemmon Survey         |
| 741028 | 2005 GL42                | 13 gennaio 2005   | Spacewatch                  |
| 741029 | 2005 GF49                | 5 aprile 2005     | Mount Lemmon Survey         |
| 741030 | 2005 GK51                | 2 aprile 2005     | Mount Lemmon Survey         |
| 741031 | 2005 GG111               | 11 marzo 2005     | Spacewatch                  |
| 741032 | 2005 GP111               | 5 aprile 2005     | Mount Lemmon Survey         |
| 741033 | 2005 GO130               | 7 aprile 2005     | Spacewatch                  |
| 741034 | 2005 GB150               | 11 aprile 2005    | Spacewatch                  |
| 741035 | 2005 GM176               | 12 marzo 2005     | Mount Lemmon Survey         |
| 741036 | 2005 GJ184               | 10 aprile 2005    | Kitt Peak Obs.              |
| 741037 | 2005 GY196               | 10 aprile 2005    | Kitt Peak Obs.              |
| 741038 | 2005 GQ220               | 8 marzo 2005      | Mount Lemmon Survey         |
| 741039 | 2005 GL232               | 20 novembre 2014  | Mount Lemmon Survey         |
| 741040 | 2005 GS232               | 11 febbraio 2016  | Pan-STARRS                  |
| 741041 | 2005 GV232               | 22 aprile 2012    | Spacewatch                  |
| 741042 | 2005 GC234               | 11 aprile 2005    | Mount Lemmon Survey         |
| 741043 | 2005 GL234               | 9 aprile 2005     | Spacewatch                  |
| 741044 | 2005 GN234               | 7 maggio 2011     | Spacewatch                  |
| 741045 | 2005 GO234               | 15 agosto 2009    | Spacewatch                  |
| 741046 | 2005 GN235               | 2 aprile 2005     | Mount Lemmon Survey         |
| 741047 | 2005 GX235               | 3 marzo 2009      | Spacewatch                  |
| 741048 | 2005 GH236               | 5 marzo 2013      | Pan-STARRS                  |
| 741049 | 2005 GK237               | 7 marzo 2016      | Pan-STARRS                  |
| 741050 | 2005 GA238               | 17 febbraio 2010  | Spacewatch                  |
| 741051 | 2005 GX238               | 2 aprile 2005     | Spacewatch                  |
| 741052 | 2005 GK239               | 2 aprile 2005     | Spacewatch                  |
| 741053 | 2005 HE11                | 11 febbraio 2008  | Mount Lemmon Survey         |
| 741054 | 2005 HK11                | 13 marzo 2012     | Mount Lemmon Survey         |
| 741055 | 2005 JY11                | 11 aprile 2005    | Mount Lemmon Survey         |
| 741056 | 2005 JU15                | 12 ottobre 2013   | Spacewatch                  |
| 741057 | 2005 JR23                | 11 marzo 2005     | Spacewatch                  |
| 741058 | 2005 JZ29                | 3 maggio 2005     | Spacewatch                  |
| 741059 | 2005 JA36                | 4 maggio 2005     | Spacewatch                  |
| 741060 | 2005 JF36                | 4 maggio 2005     | Spacewatch                  |
| 741061 | 2005 JL39                | 7 maggio 2005     | Spacewatch                  |
| 741062 | 2005 JG47                | 16 aprile 2005    | Spacewatch                  |
| 741063 | 2005 JT49                | 4 maggio 2005     | Spacewatch                  |
| 741064 | 2005 JM53                | 4 maggio 2005     | Mount Lemmon Survey         |
| 741065 | 2005 JM62                | 17 aprile 2005    | Spacewatch                  |
| 741066 | 2005 JZ95                | 8 maggio 2005     | Spacewatch                  |
| 741067 | 2005 JM99                | 9 maggio 2005     | Spacewatch                  |
| 741068 | 2005 JT109               | 10 maggio 2005    | Mount Lemmon Survey         |
| 741069 | 2005 JC121               | 10 maggio 2005    | Spacewatch                  |
| 741070 | 2005 JZ152               | 4 aprile 2005     | CSS                         |
| 741071 | 2005 JM175               | 1 maggio 2005     | Spacewatch                  |
| 741072 | 2005 JF190               | 26 novembre 2017  | Mount Lemmon Survey         |
| 741073 | 2005 JQ190               | 4 giugno 2011     | Mount Lemmon Survey         |
| 741074 | 2005 JY190               | 20 settembre 2007 | Spacewatch                  |
| 741075 | 2005 JO191               | 6 marzo 2016      | Pan-STARRS                  |
| 741076 | 2005 JF194               | 18 febbraio 2015  | Mount Lemmon Survey         |
| 741077 | 2005 KV3                 | 16 aprile 2005    | Spacewatch                  |
| 741078 | 2005 KQ15                | 9 novembre 2013   | Pan-STARRS                  |
| 741079 | 2005 KT15                | 30 maggio 2005    | SSS                         |
| 741080 | 2005 LM1                 | 1 giugno 2005     | Mount Lemmon Survey         |
| 741081 | 2005 LW3                 | 5 giugno 2005     | SSS                         |
| 741082 | 2005 LG23                | 8 giugno 2005     | Spacewatch                  |
| 741083 | 2005 LE27                | 8 giugno 2005     | Spacewatch                  |
| 741084 | 2005 LS29                | 10 maggio 2005    | Mount Lemmon Survey         |
| 741085 | 2005 LM38                | 1 giugno 2005     | Mount Lemmon Survey         |
| 741086 | 2005 LY41                | 13 giugno 2005    | Mount Lemmon Survey         |
| 741087 | 2005 LN44                | 20 maggio 2005    | Mount Lemmon Survey         |
| 741088 | 2005 LU45                | 13 giugno 2005    | Spacewatch                  |
| 741089 | 2005 LM46                | 13 giugno 2005    | Spacewatch                  |
| 741090 | 2005 LB55                | 7 maggio 2013     | Mount Lemmon Survey         |
| 741091 | 2005 LK55                | 23 dicembre 2013  | Mount Lemmon Survey         |
| 741092 | 2005 LY55                | 21 novembre 2014  | Pan-STARRS                  |
| 741093 | 2005 LG57                | 16 maggio 2018    | CSS                         |
| 741094 | 2005 LJ59                | 3 agosto 2017     | Pan-STARRS                  |
| 741095 | 2005 LR59                | 27 novembre 2006  | Mount Lemmon Survey         |
| 741096 | 2005 MT                  | 17 giugno 2005    | Mount Lemmon Survey         |
| 741097 | 2005 MR11                | 27 giugno 2005    | Spacewatch                  |
| 741098 | 2005 MQ20                | 30 giugno 2005    | Spacewatch                  |
| 741099 | 2005 MA36                | 30 giugno 2005    | Spacewatch                  |
| 741100 | 2005 MT47                | 29 giugno 2005    | Spacewatch                  |

## 741101–741200
| Nome   | Designazione provvisoria | Data di scoperta  | Scopritore                |
| ------ | ------------------------ | ----------------- | ------------------------- |
| 741101 | 2005 MN55                | 26 gennaio 2011   | Mount Lemmon Survey       |
| 741102 | 2005 NB12                | 3 giugno 2005     | Spacewatch                |
| 741103 | 2005 NG17                | 3 luglio 2005     | Mount Lemmon Survey       |
| 741104 | 2005 NW36                | 6 luglio 2005     | Spacewatch                |
| 741105 | 2005 NJ46                | 5 luglio 2005     | Mount Lemmon Survey       |
| 741106 | 2005 NV53                | 10 luglio 2005    | Spacewatch                |
| 741107 | 2005 NO103               | 7 luglio 2005     | Osservatorio di Mauna Kea |
| 741108 | 2005 NR118               | 15 luglio 2005    | Mount Lemmon Survey       |
| 741109 | 2005 NG129               | 4 luglio 2005     | Spacewatch                |
| 741110 | 2005 NH129               | 9 gennaio 2011    | Mount Lemmon Survey       |
| 741111 | 2005 NB131               | 12 luglio 2005    | Spacewatch                |
| 741112 | 2005 ND131               | 28 gennaio 2007   | Mount Lemmon Survey       |
| 741113 | 2005 NJ131               | 20 marzo 2018     | Mount Lemmon Survey       |
| 741114 | 2005 NN131               | 1 luglio 2005     | Spacewatch                |
| 741115 | 2005 NQ131               | 12 febbraio 2018  | Pan-STARRS                |
| 741116 | 2005 NM133               | 1 luglio 2005     | Spacewatch                |
| 741117 | 2005 OQ32                | 18 luglio 2005    | NEAT                      |
| 741118 | 2005 OG33                | 18 luglio 2005    | NEAT                      |
| 741119 | 2005 OK34                | 11 febbraio 2018  | Pan-STARRS                |
| 741120 | 2005 OL34                | 18 luglio 2005    | NEAT                      |
| 741121 | 2005 PC11                | 4 agosto 2005     | NEAT                      |
| 741122 | 2005 PF14                | 4 agosto 2005     | NEAT                      |
| 741123 | 2005 PB32                | 9 agosto 2005     | Cerro Tololo Obs.         |
| 741124 | 2005 PF32                | 5 agosto 2005     | NEAT                      |
| 741125 | 2005 QU6                 | 24 agosto 2005    | NEAT                      |
| 741126 | 2005 QN11                | 27 agosto 2005    | CINEOS                    |
| 741127 | 2005 QZ23                | 27 agosto 2005    | Spacewatch                |
| 741128 | 2005 QU36                | 25 agosto 2005    | NEAT                      |
| 741129 | 2005 QK41                | 26 agosto 2005    | LONEOS                    |
| 741130 | 2005 QU53                | 28 agosto 2005    | Spacewatch                |
| 741131 | 2005 QQ77                | 25 agosto 2005    | NEAT                      |
| 741132 | 2005 QU77                | 25 agosto 2005    | NEAT                      |
| 741133 | 2005 QF97                | 30 luglio 2005    | NEAT                      |
| 741134 | 2005 QL109               | 30 agosto 2005    | Spacewatch                |
| 741135 | 2005 QE124               | 28 agosto 2005    | Spacewatch                |
| 741136 | 2005 QM134               | 28 agosto 2005    | Spacewatch                |
| 741137 | 2005 QE137               | 28 agosto 2005    | Spacewatch                |
| 741138 | 2005 QS137               | 28 agosto 2005    | Spacewatch                |
| 741139 | 2005 QN144               | 26 agosto 2005    | NEAT                      |
| 741140 | 2005 QY144               | 27 agosto 2005    | NEAT                      |
| 741141 | 2005 QU160               | 28 agosto 2005    | Spacewatch                |
| 741142 | 2005 QD171               | 31 agosto 2005    | LINEAR                    |
| 741143 | 2005 QH172               | 1 settembre 2005  | Spacewatch                |
| 741144 | 2005 QA173               | 29 agosto 2005    | LONEOS                    |
| 741145 | 2005 QR174               | 31 agosto 2005    | Spacewatch                |
| 741146 | 2005 QX175               | 31 agosto 2005    | NEAT                      |
| 741147 | 2005 QE179               | 25 agosto 2005    | NEAT                      |
| 741148 | 2005 QA193               | 27 settembre 2009 | Spacewatch                |
| 741149 | 2005 QY194               | 25 agosto 2005    | NEAT                      |
| 741150 | 2005 QE195               | 15 agosto 2013    | Pan-STARRS                |
| 741151 | 2005 QS195               | 28 agosto 2005    | Spacewatch                |
| 741152 | 2005 QT195               | 29 agosto 2005    | Spacewatch                |
| 741153 | 2005 QB196               | 10 marzo 2007     | Spacewatch                |
| 741154 | 2005 QD198               | 15 agosto 2014    | Pan-STARRS                |
| 741155 | 2005 QF198               | 16 gennaio 2007   | Mount Lemmon Survey       |
| 741156 | 2005 QA199               | 17 gennaio 2013   | Pan-STARRS                |
| 741157 | 2005 QO201               | 27 agosto 2005    | NEAT                      |
| 741158 | 2005 QJ203               | 30 maggio 2014    | Mount Lemmon Survey       |
| 741159 | 2005 QH207               | 28 agosto 2005    | Spacewatch                |
| 741160 | 2005 RQ2                 | 2 settembre 2005  | NEAT                      |
| 741161 | 2005 RN5                 | 24 agosto 2005    | NEAT                      |
| 741162 | 2005 RU5                 | 31 agosto 2005    | Spacewatch                |
| 741163 | 2005 RE22                | 26 agosto 2005    | A. Boattini               |
| 741164 | 2005 RL39                | 30 agosto 2005    | NEAT                      |
| 741165 | 2005 RT41                | 30 agosto 2005    | LONEOS                    |
| 741166 | 2005 RJ51                | 10 settembre 2005 | LONEOS                    |
| 741167 | 2005 RM53                | 13 settembre 2005 | Spacewatch                |
| 741168 | 2005 RU53                | 2 settembre 2005  | NEAT                      |
| 741169 | 2005 RS56                | 25 agosto 2012    | Pan-STARRS                |
| 741170 | 2005 RQ57                | 1 settembre 2005  | Spacewatch                |
| 741171 | 2005 RC59                | 5 ottobre 2016    | Mount Lemmon Survey       |
| 741172 | 2005 RV61                | 14 settembre 2005 | Spacewatch                |
| 741173 | 2005 SU4                 | 29 agosto 2005    | Spacewatch                |
| 741174 | 2005 SZ10                | 23 settembre 2005 | Spacewatch                |
| 741175 | 2005 SK20                | 13 settembre 2005 | LINEAR                    |
| 741176 | 2005 SR32                | 30 agosto 2005    | NEAT                      |
| 741177 | 2005 SP34                | 23 settembre 2005 | Spacewatch                |
| 741178 | 2005 SN45                | 24 settembre 2005 | Spacewatch                |
| 741179 | 2005 SO47                | 24 settembre 2005 | Spacewatch                |
| 741180 | 2005 SQ51                | 24 settembre 2005 | Spacewatch                |
| 741181 | 2005 SB56                | 25 settembre 2005 | Spacewatch                |
| 741182 | 2005 SZ76                | 24 settembre 2005 | Spacewatch                |
| 741183 | 2005 SD79                | 24 settembre 2005 | Spacewatch                |
| 741184 | 2005 SY80                | 24 settembre 2005 | Spacewatch                |
| 741185 | 2005 SH93                | 24 settembre 2005 | Spacewatch                |
| 741186 | 2005 SB95                | 30 agosto 2005    | NEAT                      |
| 741187 | 2005 SM97                | 27 settembre 2005 | NEAT                      |
| 741188 | 2005 SV114               | 27 settembre 2005 | Spacewatch                |
| 741189 | 2005 SK137               | 24 settembre 2005 | Spacewatch                |
| 741190 | 2005 SY140               | 25 settembre 2005 | Spacewatch                |
| 741191 | 2005 SF150               | 25 settembre 2005 | Spacewatch                |
| 741192 | 2005 SZ153               | 26 settembre 2005 | Spacewatch                |
| 741193 | 2005 ST172               | 29 settembre 2005 | Spacewatch                |
| 741194 | 2005 SU175               | 29 settembre 2005 | Spacewatch                |
| 741195 | 2005 SU176               | 29 settembre 2005 | Spacewatch                |
| 741196 | 2005 SS185               | 29 settembre 2005 | Mount Lemmon Survey       |
| 741197 | 2005 SP194               | 31 agosto 2005    | Spacewatch                |
| 741198 | 2005 SM197               | 30 agosto 2005    | Spacewatch                |
| 741199 | 2005 SM202               | 13 settembre 2005 | Spacewatch                |
| 741200 | 2005 ST206               | 30 settembre 2005 | Mount Lemmon Survey       |

## 741201–741300
| Nome   | Designazione provvisoria | Data di scoperta  | Scopritore          |
| ------ | ------------------------ | ----------------- | ------------------- |
| 741201 | 2005 SN210               | 30 settembre 2005 | NEAT                |
| 741202 | 2005 SD211               | 23 settembre 2005 | Spacewatch          |
| 741203 | 2005 SS214               | 1 settembre 2005  | NEAT                |
| 741204 | 2005 SA216               | 2 settembre 2005  | NEAT                |
| 741205 | 2005 SS216               | 30 settembre 2005 | Mount Lemmon Survey |
| 741206 | 2005 SC231               | 30 settembre 2005 | Mount Lemmon Survey |
| 741207 | 2005 SR234               | 29 settembre 2005 | Mount Lemmon Survey |
| 741208 | 2005 SZ241               | 30 settembre 2005 | Spacewatch          |
| 741209 | 2005 SH244               | 30 settembre 2005 | Mount Lemmon Survey |
| 741210 | 2005 SR261               | 26 agosto 2005    | A. Boattini         |
| 741211 | 2005 SL269               | 26 settembre 2005 | NEAT                |
| 741212 | 2005 SV279               | 23 settembre 2005 | CSS                 |
| 741213 | 2005 SX288               | 25 ottobre 2005   | SDSS Collaboration  |
| 741214 | 2005 SN294               | 29 settembre 2005 | Mount Lemmon Survey |
| 741215 | 2005 SH296               | 26 settembre 2009 | Spacewatch          |
| 741216 | 2005 SB298               | 7 maggio 2014     | Pan-STARRS          |
| 741217 | 2005 SD298               | 26 settembre 2005 | Spacewatch          |
| 741218 | 2005 SC299               | 20 gennaio 2015   | Pan-STARRS          |
| 741219 | 2005 SP299               | 30 settembre 2005 | Mount Lemmon Survey |
| 741220 | 2005 SK301               | 26 settembre 2005 | Spacewatch          |
| 741221 | 2005 TK3                 | 1 ottobre 2005    | LINEAR              |
| 741222 | 2005 TB5                 | 1 ottobre 2005    | Mount Lemmon Survey |
| 741223 | 2005 TO13                | 17 giugno 2005    | Mount Lemmon Survey |
| 741224 | 2005 TE14                | 27 agosto 2005    | NEAT                |
| 741225 | 2005 TG31                | 1 ottobre 2005    | Spacewatch          |
| 741226 | 2005 TM33                | 1 ottobre 2005    | Spacewatch          |
| 741227 | 2005 TA34                | 1 ottobre 2005    | Spacewatch          |
| 741228 | 2005 TW37                | 1 ottobre 2005    | Mount Lemmon Survey |
| 741229 | 2005 TO39                | 1 ottobre 2005    | CSS                 |
| 741230 | 2005 TT43                | 30 agosto 2005    | NEAT                |
| 741231 | 2005 TG49                | 2 ottobre 2005    | NEAT                |
| 741232 | 2005 TU50                | 12 ottobre 2005   | LINEAR              |
| 741233 | 2005 TY52                | 14 settembre 2005 | CSS                 |
| 741234 | 2005 TU57                | 23 settembre 2005 | Spacewatch          |
| 741235 | 2005 TB63                | 25 settembre 2005 | Spacewatch          |
| 741236 | 2005 TC65                | 1 ottobre 2005    | Mount Lemmon Survey |
| 741237 | 2005 TA66                | 25 settembre 2005 | Spacewatch          |
| 741238 | 2005 TC68                | 26 settembre 2005 | Spacewatch          |
| 741239 | 2005 TN78                | 23 settembre 2005 | Spacewatch          |
| 741240 | 2005 TY83                | 3 ottobre 2005    | Spacewatch          |
| 741241 | 2005 TQ88                | 23 settembre 2005 | Spacewatch          |
| 741242 | 2005 TN133               | 9 ottobre 2005    | Spacewatch          |
| 741243 | 2005 TG143               | 29 settembre 2005 | Spacewatch          |
| 741244 | 2005 TJ163               | 9 ottobre 2005    | Spacewatch          |
| 741245 | 2005 TQ188               | 1 ottobre 2005    | Mount Lemmon Survey |
| 741246 | 2005 TJ199               | 1 ottobre 2005    | Mount Lemmon Survey |
| 741247 | 2005 TZ199               | 5 ottobre 2005    | CSS                 |
| 741248 | 2005 TR202               | 30 settembre 2005 | Mount Lemmon Survey |
| 741249 | 2005 TR204               | 10 gennaio 2007   | Spacewatch          |
| 741250 | 2005 TG208               | 9 ottobre 2005    | Spacewatch          |
| 741251 | 2005 UV50                | 23 ottobre 2005   | CSS                 |
| 741252 | 2005 UQ57                | 29 settembre 2005 | Spacewatch          |
| 741253 | 2005 UJ62                | 25 ottobre 2005   | Mount Lemmon Survey |
| 741254 | 2005 UA82                | 9 ottobre 2005    | Spacewatch          |
| 741255 | 2005 UO85                | 22 ottobre 2005   | Spacewatch          |
| 741256 | 2005 US89                | 22 ottobre 2005   | Spacewatch          |
| 741257 | 2005 UL120               | 24 ottobre 2005   | Spacewatch          |
| 741258 | 2005 US121               | 24 ottobre 2005   | Spacewatch          |
| 741259 | 2005 UT122               | 24 ottobre 2005   | Spacewatch          |
| 741260 | 2005 UU132               | 9 ottobre 2005    | SSS                 |
| 741261 | 2005 UK133               | 29 settembre 2005 | Mount Lemmon Survey |
| 741262 | 2005 UT164               | 1 ottobre 2005    | Mount Lemmon Survey |
| 741263 | 2005 UG179               | 24 ottobre 2005   | Spacewatch          |
| 741264 | 2005 UK195               | 22 ottobre 2005   | Spacewatch          |
| 741265 | 2005 UC209               | 6 ottobre 2005    | Mount Lemmon Survey |
| 741266 | 2005 UF211               | 27 ottobre 2005   | Spacewatch          |
| 741267 | 2005 UG213               | 28 ottobre 2005   | Mount Lemmon Survey |
| 741268 | 2005 UC215               | 5 ottobre 2005    | CSS                 |
| 741269 | 2005 UD219               | 25 ottobre 2005   | Spacewatch          |
| 741270 | 2005 UE223               | 25 ottobre 2005   | Spacewatch          |
| 741271 | 2005 UD235               | 25 ottobre 2005   | Spacewatch          |
| 741272 | 2005 UE245               | 25 ottobre 2005   | Spacewatch          |
| 741273 | 2005 UN249               | 28 ottobre 2005   | Mount Lemmon Survey |
| 741274 | 2005 UO265               | 27 ottobre 2005   | Spacewatch          |
| 741275 | 2005 UN272               | 28 ottobre 2005   | Spacewatch          |
| 741276 | 2005 UK293               | 26 ottobre 2005   | Spacewatch          |
| 741277 | 2005 UO300               | 26 ottobre 2005   | Spacewatch          |
| 741278 | 2005 UU310               | 1 ottobre 2005    | Spacewatch          |
| 741279 | 2005 UC312               | 29 ottobre 2005   | Mount Lemmon Survey |
| 741280 | 2005 UT323               | 28 ottobre 2005   | Mount Lemmon Survey |
| 741281 | 2005 UZ355               | 30 ottobre 2005   | Spacewatch          |
| 741282 | 2005 UO356               | 24 ottobre 2005   | Spacewatch          |
| 741283 | 2005 UO360               | 26 ottobre 2005   | Spacewatch          |
| 741284 | 2005 UA361               | 27 ottobre 2005   | Spacewatch          |
| 741285 | 2005 UU364               | 12 settembre 1994 | Spacewatch          |
| 741286 | 2005 UG366               | 27 ottobre 2005   | Spacewatch          |
| 741287 | 2005 UG377               | 27 ottobre 2005   | Spacewatch          |
| 741288 | 2005 UF379               | 22 ottobre 2005   | Spacewatch          |
| 741289 | 2005 UJ380               | 22 ottobre 2005   | Spacewatch          |
| 741290 | 2005 UG383               | 27 ottobre 2005   | Spacewatch          |
| 741291 | 2005 UG385               | 27 ottobre 2005   | Spacewatch          |
| 741292 | 2005 UD386               | 22 ottobre 2005   | Spacewatch          |
| 741293 | 2005 UW391               | 30 ottobre 2005   | Spacewatch          |
| 741294 | 2005 UA401               | 27 ottobre 2005   | Spacewatch          |
| 741295 | 2005 UW424               | 28 ottobre 2005   | Spacewatch          |
| 741296 | 2005 UZ441               | 23 ottobre 2005   | NEAT                |
| 741297 | 2005 UY449               | 30 settembre 2005 | Spacewatch          |
| 741298 | 2005 UM453               | 29 ottobre 2005   | Spacewatch          |
| 741299 | 2005 UP464               | 30 ottobre 2005   | Spacewatch          |
| 741300 | 2005 UR467               | 30 ottobre 2005   | Spacewatch          |

## 741301–741400
| Nome                  | Designazione provvisoria | Data di scoperta  | Scopritore                 |
| --------------------- | ------------------------ | ----------------- | -------------------------- |
| 741301                | 2005 UB468               | 30 ottobre 2005   | Spacewatch                 |
| 741302                | 2005 UP492               | 25 settembre 2005 | Spacewatch                 |
| 741303                | 2005 UO516               | 30 settembre 2005 | Mount Lemmon Survey        |
| 741304                | 2005 UU517               | 25 ottobre 2005   | SDSS Collaboration         |
| 741305                | 2005 UG525               | 27 ottobre 2005   | CSS                        |
| 741306 Marshallmccall | 2005 UK525               | 25 ottobre 2005   | P. A. Wiegert, D. D. Balam |
| 741307                | 2005 UU525               | 25 ottobre 2005   | Mount Lemmon Survey        |
| 741308                | 2005 UK526               | 28 ottobre 2005   | Mount Lemmon Survey        |
| 741309                | 2005 UN528               | 13 marzo 2003     | Spacewatch                 |
| 741310                | 2005 UJ533               | 5 ottobre 2005    | CSS                        |
| 741311                | 2005 UQ535               | 30 aprile 2011    | Mount Lemmon Survey        |
| 741312                | 2005 UB537               | 28 ottobre 2005   | Mount Lemmon Survey        |
| 741313                | 2005 UF541               | 29 ottobre 2005   | Spacewatch                 |
| 741314                | 2005 UN541               | 27 ottobre 2005   | Spacewatch                 |
| 741315                | 2005 UU541               | 30 settembre 2005 | Mount Lemmon Survey        |
| 741316                | 2005 UW541               | 28 settembre 2013 | K. Sárneczky               |
| 741317                | 2005 UL542               | 16 settembre 2009 | Mount Lemmon Survey        |
| 741318                | 2005 UZ542               | 20 settembre 2014 | Pan-STARRS                 |
| 741319                | 2005 UU546               | 17 gennaio 2013   | Mount Lemmon Survey        |
| 741320                | 2005 UU547               | 30 ottobre 2005   | Spacewatch                 |
| 741321                | 2005 VE12                | 27 ottobre 2005   | Spacewatch                 |
| 741322                | 2005 VR14                | 3 novembre 2005   | CSS                        |
| 741323                | 2005 VQ20                | 1 novembre 2005   | Spacewatch                 |
| 741324                | 2005 VZ20                | 1 novembre 2005   | Spacewatch                 |
| 741325                | 2005 VQ27                | 27 ottobre 2005   | Spacewatch                 |
| 741326                | 2005 VF35                | 3 novembre 2005   | Mount Lemmon Survey        |
| 741327                | 2005 VP41                | 27 ottobre 2005   | LONEOS                     |
| 741328                | 2005 VS47                | 5 novembre 2005   | Spacewatch                 |
| 741329                | 2005 VZ51                | 3 novembre 2005   | Mount Lemmon Survey        |
| 741330                | 2005 VH75                | 3 novembre 2005   | Spacewatch                 |
| 741331                | 2005 VB83                | 3 novembre 2005   | Mount Lemmon Survey        |
| 741332                | 2005 VC89                | 24 aprile 2003    | Spacewatch                 |
| 741333                | 2005 VS94                | 6 novembre 2005   | Spacewatch                 |
| 741334                | 2005 VQ97                | 5 novembre 2005   | Spacewatch                 |
| 741335                | 2005 VE116               | 20 dicembre 2001  | SDSS Collaboration         |
| 741336                | 2005 VQ128               | 30 ottobre 2005   | SDSS Collaboration         |
| 741337                | 2005 VF132               | 9 novembre 2005   | SDSS Collaboration         |
| 741338                | 2005 VU135               | 12 novembre 2005  | CSS                        |
| 741339                | 2005 VW135               | 4 novembre 2005   | Spacewatch                 |
| 741340                | 2005 VC144               | 2 agosto 2016     | Pan-STARRS                 |
| 741341                | 2005 VF147               | 15 maggio 2012    | Pan-STARRS                 |
| 741342                | 2005 VH147               | 21 maggio 2015    | Pan-STARRS                 |
| 741343                | 2005 VU147               | 7 novembre 2005   | Osservatorio di Mauna Kea  |
| 741344                | 2005 VP152               | 12 novembre 2005  | Spacewatch                 |
| 741345                | 2005 VM153               | 4 novembre 2005   | Spacewatch                 |
| 741346                | 2005 WR10                | 22 novembre 2005  | Spacewatch                 |
| 741347                | 2005 WP14                | 27 ottobre 2005   | Mount Lemmon Survey        |
| 741348                | 2005 WW14                | 22 novembre 2005  | Spacewatch                 |
| 741349                | 2005 WA20                | 30 ottobre 2005   | Mount Lemmon Survey        |
| 741350                | 2005 WL29                | 12 novembre 2005  | Spacewatch                 |
| 741351                | 2005 WC37                | 22 novembre 2005  | Spacewatch                 |
| 741352                | 2005 WW39                | 25 novembre 2005  | Mount Lemmon Survey        |
| 741353                | 2005 WC40                | 25 novembre 2005  | Mount Lemmon Survey        |
| 741354                | 2005 WE45                | 25 ottobre 2005   | Mount Lemmon Survey        |
| 741355                | 2005 WC49                | 25 novembre 2005  | Spacewatch                 |
| 741356                | 2005 WZ50                | 22 novembre 2005  | Spacewatch                 |
| 741357                | 2005 WH51                | 25 novembre 2005  | Spacewatch                 |
| 741358                | 2005 WS53                | 25 novembre 2005  | Mount Lemmon Survey        |
| 741359                | 2005 WG55                | 30 settembre 2005 | Mount Lemmon Survey        |
| 741360                | 2005 WT89                | 3 novembre 2005   | CSS                        |
| 741361                | 2005 WP95                | 26 novembre 2005  | Spacewatch                 |
| 741362                | 2005 WX99                | 10 novembre 2005  | Mount Lemmon Survey        |
| 741363                | 2005 WX100               | 28 ottobre 2005   | Mount Lemmon Survey        |
| 741364                | 2005 WA104               | 28 ottobre 2005   | Mount Lemmon Survey        |
| 741365                | 2005 WW113               | 28 settembre 2001 | NEAT                       |
| 741366                | 2005 WL139               | 26 novembre 2005  | Mount Lemmon Survey        |
| 741367                | 2005 WR150               | 28 novembre 2005  | Spacewatch                 |
| 741368                | 2005 WN157               | 25 novembre 2005  | Mount Lemmon Survey        |
| 741369                | 2005 WN159               | 26 novembre 2005  | CSS                        |
| 741370                | 2005 WK167               | 10 novembre 2005  | Mount Lemmon Survey        |
| 741371                | 2005 WD170               | 22 novembre 2005  | Spacewatch                 |
| 741372                | 2005 WE182               | 13 gennaio 2002   | Spacewatch                 |
| 741373                | 2005 WO190               | 5 novembre 2005   | LINEAR                     |
| 741374                | 2005 WR193               | 28 novembre 2005  | NEAT                       |
| 741375                | 2005 WP213               | 30 novembre 2005  | Spacewatch                 |
| 741376                | 2005 WN214               | 28 febbraio 2014  | Pan-STARRS                 |
| 741377                | 2005 WU214               | 28 agosto 2014    | Spacewatch                 |
| 741378                | 2005 WK217               | 22 novembre 2005  | Spacewatch                 |
| 741379                | 2005 WC219               | 22 novembre 2005  | Spacewatch                 |
| 741380                | 2005 XL3                 | 21 novembre 2005  | CSS                        |
| 741381                | 2005 XL12                | 1 dicembre 2005   | Spacewatch                 |
| 741382                | 2005 XA13                | 1 dicembre 2005   | Spacewatch                 |
| 741383                | 2005 XY20                | 25 novembre 2005  | Mount Lemmon Survey        |
| 741384                | 2005 XN23                | 2 dicembre 2005   | Mount Lemmon Survey        |
| 741385                | 2005 XK30                | 1 dicembre 2005   | Spacewatch                 |
| 741386                | 2005 XP46                | 2 dicembre 2005   | Spacewatch                 |
| 741387                | 2005 XN57                | 10 novembre 2005  | Mount Lemmon Survey        |
| 741388                | 2005 XN65                | 22 novembre 2005  | Spacewatch                 |
| 741389                | 2005 XF71                | 6 dicembre 2005   | Spacewatch                 |
| 741390                | 2005 XY75                | 29 novembre 2005  | Spacewatch                 |
| 741391                | 2005 XC76                | 7 dicembre 2005   | Spacewatch                 |
| 741392                | 2005 XY98                | 1 dicembre 2005   | L. H. Wasserman, R. Millis |
| 741393                | 2005 XK114               | 28 ottobre 2005   | Mount Lemmon Survey        |
| 741394                | 2005 XO126               | 9 novembre 2009   | Mount Lemmon Survey        |
| 741395                | 2005 XT131               | 26 ottobre 2014   | Mount Lemmon Survey        |
| 741396                | 2005 XT133               | 10 dicembre 2005  | Spacewatch                 |
| 741397                | 2005 XA134               | 1 dicembre 2005   | Mount Lemmon Survey        |
| 741398                | 2005 XB135               | 5 dicembre 2005   | Spacewatch                 |
| 741399                | 2005 YH4                 | 24 dicembre 2005  | Spacewatch                 |
| 741400                | 2005 YA11                | 22 novembre 2005  | Spacewatch                 |

## 741401–741500
| Nome          | Designazione provvisoria | Data di scoperta  | Scopritore                 |
| ------------- | ------------------------ | ----------------- | -------------------------- |
| 741401        | 2005 YF28                | 5 dicembre 2005   | Mount Lemmon Survey        |
| 741402        | 2005 YR41                | 22 dicembre 2005  | Spacewatch                 |
| 741403        | 2005 YG73                | 24 dicembre 2005  | Spacewatch                 |
| 741404        | 2005 YL73                | 5 dicembre 2005   | Mount Lemmon Survey        |
| 741405        | 2005 YQ74                | 24 dicembre 2005  | Spacewatch                 |
| 741406        | 2005 YM80                | 24 dicembre 2005  | Spacewatch                 |
| 741407        | 2005 YZ97                | 24 dicembre 2005  | Spacewatch                 |
| 741408        | 2005 YM99                | 5 dicembre 2005   | Mount Lemmon Survey        |
| 741409        | 2005 YJ104               | 13 ottobre 2001   | Spacewatch                 |
| 741410        | 2005 YM104               | 25 dicembre 2005  | Spacewatch                 |
| 741411        | 2005 YL115               | 25 dicembre 2005  | Spacewatch                 |
| 741412        | 2005 YK144               | 28 dicembre 2005  | Mount Lemmon Survey        |
| 741413        | 2005 YY147               | 24 dicembre 2005  | Spacewatch                 |
| 741414        | 2005 YX149               | 25 dicembre 2005  | Spacewatch                 |
| 741415        | 2005 YE150               | 25 dicembre 2005  | Spacewatch                 |
| 741416        | 2005 YQ166               | 27 dicembre 2005  | Spacewatch                 |
| 741417        | 2005 YW174               | 29 dicembre 2005  | NEAT                       |
| 741418        | 2005 YV175               | 22 dicembre 2005  | Spacewatch                 |
| 741419        | 2005 YL189               | 29 dicembre 2005  | Spacewatch                 |
| 741420        | 2005 YZ199               | 26 dicembre 2005  | Mount Lemmon Survey        |
| 741421        | 2005 YW215               | 29 dicembre 2005  | Mount Lemmon Survey        |
| 741422        | 2005 YR253               | 29 dicembre 2005  | Spacewatch                 |
| 741423        | 2005 YB270               | 26 dicembre 2005  | Mount Lemmon Survey        |
| 741424        | 2005 YX270               | 28 dicembre 2005  | Spacewatch                 |
| 741425        | 2005 YO275               | 25 ottobre 2005   | Mount Lemmon Survey        |
| 741426        | 2005 YC276               | 21 dicembre 2005  | Spacewatch                 |
| 741427        | 2005 YM277               | 8 dicembre 2005   | Spacewatch                 |
| 741428        | 2005 YU277               | 30 novembre 2005  | Mount Lemmon Survey        |
| 741429        | 2005 YR281               | 26 dicembre 2005  | Spacewatch                 |
| 741430        | 2005 YP295               | 12 settembre 2012 | SSS                        |
| 741431        | 2005 YF296               | 13 febbraio 2013  | Pan-STARRS                 |
| 741432        | 2005 YR296               | 23 luglio 2015    | Pan-STARRS                 |
| 741433        | 2005 YY296               | 3 maggio 2011     | Spacewatch                 |
| 741434        | 2005 YP297               | 25 dicembre 2005  | Mount Lemmon Survey        |
| 741435        | 2005 YG299               | 30 dicembre 2005  | Mount Lemmon Survey        |
| 741436        | 2005 YB300               | 29 dicembre 2005  | Spacewatch                 |
| 741437        | 2006 AW2                 | 4 gennaio 2006    | S. Sposetti                |
| 741438        | 2006 AA16                | 20 agosto 2004    | Spacewatch                 |
| 741439        | 2006 AG24                | 28 dicembre 2005  | Mount Lemmon Survey        |
| 741440        | 2006 AM41                | 4 gennaio 2006    | Spacewatch                 |
| 741441        | 2006 AK52                | 5 gennaio 2006    | Spacewatch                 |
| 741442        | 2006 AL90                | 6 gennaio 2006    | Spacewatch                 |
| 741443        | 2006 AQ102               | 4 gennaio 2006    | P. A. Wiegert, D. D. Balam |
| 741444 Abbasi | 2006 AW102               | 4 gennaio 2006    | P. A. Wiegert, D. D. Balam |
| 741445        | 2006 AK110               | 7 gennaio 2006    | Mount Lemmon Survey        |
| 741446        | 2006 AR112               | 7 gennaio 2006    | Spacewatch                 |
| 741447        | 2006 AN113               | 4 gennaio 2006    | Spacewatch                 |
| 741448        | 2006 AW113               | 6 gennaio 2006    | Spacewatch                 |
| 741449        | 2006 AL114               | 26 novembre 2016  | Pan-STARRS                 |
| 741450        | 2006 AE117               | 7 gennaio 2006    | Mount Lemmon Survey        |
| 741451        | 2006 BE                  | 9 gennaio 2006    | LONEOS                     |
| 741452        | 2006 BY63                | 22 gennaio 2006   | CSS                        |
| 741453        | 2006 BF70                | 23 gennaio 2006   | Spacewatch                 |
| 741454        | 2006 BP71                | 23 gennaio 2006   | Spacewatch                 |
| 741455        | 2006 BJ75                | 23 gennaio 2006   | Spacewatch                 |
| 741456        | 2006 BX116               | 26 gennaio 2006   | Spacewatch                 |
| 741457        | 2006 BN141               | 25 gennaio 2006   | Spacewatch                 |
| 741458        | 2006 BG146               | 22 gennaio 2006   | Mount Lemmon Survey        |
| 741459        | 2006 BS170               | 6 gennaio 2006    | Spacewatch                 |
| 741460        | 2006 BH177               | 27 gennaio 2006   | Spacewatch                 |
| 741461        | 2006 BT177               | 27 gennaio 2006   | Mount Lemmon Survey        |
| 741462        | 2006 BN225               | 7 novembre 2005   | Osservatorio di Mauna Kea  |
| 741463        | 2006 BT241               | 31 gennaio 2006   | Spacewatch                 |
| 741464        | 2006 BO256               | 31 gennaio 2006   | Spacewatch                 |
| 741465        | 2006 BS264               | 31 gennaio 2006   | Spacewatch                 |
| 741466        | 2006 BN284               | 22 febbraio 2017  | Mount Lemmon Survey        |
| 741467        | 2006 BF287               | 23 gennaio 2006   | Spacewatch                 |
| 741468        | 2006 BF288               | 28 gennaio 2017   | Pan-STARRS                 |
| 741469        | 2006 BD289               | 23 gennaio 2006   | Spacewatch                 |
| 741470        | 2006 BV293               | 28 gennaio 2006   | Mount Lemmon Survey        |
| 741471        | 2006 BB294               | 23 gennaio 2006   | Spacewatch                 |
| 741472        | 2006 BM295               | 27 gennaio 2006   | Mount Lemmon Survey        |
| 741473        | 2006 BS296               | 22 novembre 2014  | Mount Lemmon Survey        |
| 741474        | 2006 BD304               | 30 gennaio 2006   | Spacewatch                 |
| 741475        | 2006 CZ11                | 1 febbraio 2006   | Spacewatch                 |
| 741476        | 2006 CC69                | 4 febbraio 2006   | Spacewatch                 |
| 741477        | 2006 CY80                | 1 febbraio 2006   | Spacewatch                 |
| 741478        | 2006 CW82                | 2 ottobre 2008    | Mount Lemmon Survey        |
| 741479        | 2006 CE83                | 4 febbraio 2006   | Spacewatch                 |
| 741480        | 2006 CR84                | 27 gennaio 2011   | Mount Lemmon Survey        |
| 741481        | 2006 CB85                | 6 febbraio 2006   | Mount Lemmon Survey        |
| 741482        | 2006 CY85                | 4 marzo 2017      | Pan-STARRS                 |
| 741483        | 2006 CR86                | 28 agosto 2014    | Pan-STARRS                 |
| 741484        | 2006 DT34                | 20 febbraio 2006  | Spacewatch                 |
| 741485        | 2006 DT38                | 21 febbraio 2006  | Mount Lemmon Survey        |
| 741486        | 2006 DR39                | 23 gennaio 2006   | Spacewatch                 |
| 741487        | 2006 DY41                | 26 gennaio 2006   | CSS                        |
| 741488        | 2006 DA48                | 21 febbraio 2006  | Mount Lemmon Survey        |
| 741489        | 2006 DR51                | 5 gennaio 2006    | Mount Lemmon Survey        |
| 741490        | 2006 DA55                | 24 febbraio 2006  | Spacewatch                 |
| 741491        | 2006 DU62                | 25 febbraio 2006  | CSS                        |
| 741492        | 2006 DE68                | 7 febbraio 2006   | Mount Lemmon Survey        |
| 741493        | 2006 DL87                | 24 febbraio 2006  | Spacewatch                 |
| 741494        | 2006 DP102               | 25 febbraio 2006  | Mount Lemmon Survey        |
| 741495        | 2006 DP106               | 25 febbraio 2006  | Mount Lemmon Survey        |
| 741496        | 2006 DG115               | 3 dicembre 2005   | Osservatorio di Mauna Kea  |
| 741497        | 2006 DB139               | 4 febbraio 2006   | Mount Lemmon Survey        |
| 741498        | 2006 DK152               | 25 febbraio 2006  | Spacewatch                 |
| 741499        | 2006 DO170               | 27 febbraio 2006  | Spacewatch                 |
| 741500        | 2006 DZ200               | 26 febbraio 2006  | LONEOS                     |

## 741501–741600
| Nome   | Designazione provvisoria | Data di scoperta  | Scopritore                   |
| ------ | ------------------------ | ----------------- | ---------------------------- |
| 741501 | 2006 DE213               | 25 febbraio 2006  | Mount Lemmon Survey          |
| 741502 | 2006 DC220               | 24 febbraio 2006  | NEAT                         |
| 741503 | 2006 DT220               | 27 febbraio 2006  | Spacewatch                   |
| 741504 | 2006 DB221               | 20 aprile 2012    | Spacewatch                   |
| 741505 | 2006 DP222               | 28 gennaio 2017   | Pan-STARRS                   |
| 741506 | 2006 DR224               | 31 gennaio 2017   | Pan-STARRS                   |
| 741507 | 2006 DX224               | 21 febbraio 2006  | Mount Lemmon Survey          |
| 741508 | 2006 DE225               | 25 febbraio 2006  | Spacewatch                   |
| 741509 | 2006 DH225               | 28 febbraio 2006  | Mount Lemmon Survey          |
| 741510 | 2006 EG                  | 25 febbraio 2006  | Spacewatch                   |
| 741511 | 2006 ED26                | 3 marzo 2006      | Spacewatch                   |
| 741512 | 2006 EJ44                | 5 marzo 2006      | Mount Lemmon Survey          |
| 741513 | 2006 EO52                | 5 marzo 2006      | Spacewatch                   |
| 741514 | 2006 EL53                | 26 gennaio 2006   | Mount Lemmon Survey          |
| 741515 | 2006 EK65                | 5 marzo 2006      | Spacewatch                   |
| 741516 | 2006 EP74                | 2 marzo 2006      | Spacewatch                   |
| 741517 | 2006 EH76                | 3 marzo 2006      | Spacewatch                   |
| 741518 | 2006 ER76                | 4 settembre 2008  | Spacewatch                   |
| 741519 | 2006 EC79                | 14 marzo 2015     | Spacewatch                   |
| 741520 | 2006 EF79                | 2 marzo 2006      | L. H. Wasserman, R. Millis   |
| 741521 | 2006 FP                  | 22 marzo 2006     | CSS                          |
| 741522 | 2006 FA4                 | 23 marzo 2006     | Spacewatch                   |
| 741523 | 2006 FC22                | 24 marzo 2006     | Mount Lemmon Survey          |
| 741524 | 2006 FN35                | 9 marzo 2006      | Spacewatch                   |
| 741525 | 2006 FL56                | 26 marzo 2006     | LONEOS                       |
| 741526 | 2006 FZ56                | 26 marzo 2006     | Mount Lemmon Survey          |
| 741527 | 2006 FL57                | 24 marzo 2006     | Spacewatch                   |
| 741528 | 2006 FY58                | 29 aprile 2014    | Pan-STARRS                   |
| 741529 | 2006 FS59                | 24 marzo 2006     | Mount Lemmon Survey          |
| 741530 | 2006 GH13                | 2 aprile 2006     | Spacewatch                   |
| 741531 | 2006 GX17                | 2 aprile 2006     | Spacewatch                   |
| 741532 | 2006 GR44                | 2 aprile 2006     | Spacewatch                   |
| 741533 | 2006 GL48                | 9 aprile 2006     | Spacewatch                   |
| 741534 | 2006 GG56                | 2 aprile 2006     | Spacewatch                   |
| 741535 | 2006 GP56                | 2 gennaio 2014    | Spacewatch                   |
| 741536 | 2006 GP59                | 2 aprile 2006     | CSS                          |
| 741537 | 2006 HV5                 | 19 aprile 2006    | LINEAR                       |
| 741538 | 2006 HD13                | 19 aprile 2006    | Spacewatch                   |
| 741539 | 2006 HK20                | 19 aprile 2006    | Mount Lemmon Survey          |
| 741540 | 2006 HD21                | 20 aprile 2006    | Spacewatch                   |
| 741541 | 2006 HZ22                | 20 aprile 2006    | Spacewatch                   |
| 741542 | 2006 HH23                | 2 aprile 2006     | Mount Lemmon Survey          |
| 741543 | 2006 HU24                | 20 aprile 2006    | Spacewatch                   |
| 741544 | 2006 HM28                | 20 aprile 2006    | Spacewatch                   |
| 741545 | 2006 HK29                | 21 aprile 2006    | Mount Lemmon Survey          |
| 741546 | 2006 HC43                | 24 marzo 2006     | Mount Lemmon Survey          |
| 741547 | 2006 HT45                | 31 ottobre 2005   | Osservatorio di Mauna Kea    |
| 741548 | 2006 HA48                | 24 aprile 2006    | Spacewatch                   |
| 741549 | 2006 HY48                | 24 marzo 2006     | Spacewatch                   |
| 741550 | 2006 HH50                | 24 marzo 2006     | Spacewatch                   |
| 741551 | 2006 HD53                | 19 aprile 2006    | LONEOS                       |
| 741552 | 2006 HC78                | 24 marzo 2006     | Spacewatch                   |
| 741553 | 2006 HS87                | 30 aprile 2006    | Spacewatch                   |
| 741554 | 2006 HN100               | 30 aprile 2006    | Spacewatch                   |
| 741555 | 2006 HL106               | 30 aprile 2006    | Spacewatch                   |
| 741556 | 2006 HC107               | 30 aprile 2006    | Spacewatch                   |
| 741557 | 2006 HX110               | 30 aprile 2006    | Spacewatch                   |
| 741558 | 2006 HE117               | 26 aprile 2006    | Mount Lemmon Survey          |
| 741559 | 2006 HO129               | 26 aprile 2006    | Cerro Tololo Obs.            |
| 741560 | 2006 HT155               | 16 ottobre 2009   | Mount Lemmon Survey          |
| 741561 | 2006 HT156               | 21 ottobre 2012   | M. Schwartz, P. R. Holvorcem |
| 741562 | 2006 HH159               | 25 ottobre 2008   | Spacewatch                   |
| 741563 | 2006 HB160               | 19 aprile 2006    | Mount Lemmon Survey          |
| 741564 | 2006 JV5                 | 3 maggio 2006     | Mount Lemmon Survey          |
| 741565 | 2006 JU20                | 2 maggio 2006     | Spacewatch                   |
| 741566 | 2006 JN27                | 21 aprile 2006    | Spacewatch                   |
| 741567 | 2006 JN29                | 18 aprile 2006    | Spacewatch                   |
| 741568 | 2006 JS51                | 9 aprile 2006     | Spacewatch                   |
| 741569 | 2006 JF59                | 3 maggio 2006     | Mount Lemmon Survey          |
| 741570 | 2006 JC63                | 1 maggio 2006     | D. E. Trilling               |
| 741571 | 2006 JL67                | 28 aprile 2006    | Cerro Tololo Obs.            |
| 741572 | 2006 JA70                | 1 maggio 2006     | Osservatorio di Mauna Kea    |
| 741573 | 2006 JF74                | 1 maggio 2006     | Mauna Kea Obs.               |
| 741574 | 2006 JX74                | 1 maggio 2006     | Mauna Kea Obs.               |
| 741575 | 2006 JM83                | 4 maggio 2006     | Spacewatch                   |
| 741576 | 2006 JC84                | 3 maggio 2006     | Spacewatch                   |
| 741577 | 2006 JF84                | 11 settembre 2010 | Mount Lemmon Survey          |
| 741578 | 2006 JA88                | 9 maggio 2006     | Mount Lemmon Survey          |
| 741579 | 2006 JZ88                | 2 maggio 2006     | Mount Lemmon Survey          |
| 741580 | 2006 KO15                | 20 maggio 2006    | Spacewatch                   |
| 741581 | 2006 KM21                | 19 maggio 2006    | J. Broughton                 |
| 741582 | 2006 KU24                | 19 maggio 2006    | Mount Lemmon Survey          |
| 741583 | 2006 KG25                | 19 maggio 2006    | Mount Lemmon Survey          |
| 741584 | 2006 KQ28                | 20 maggio 2006    | Spacewatch                   |
| 741585 | 2006 KO43                | 20 maggio 2006    | Spacewatch                   |
| 741586 | 2006 KS43                | 20 maggio 2006    | Spacewatch                   |
| 741587 | 2006 KL45                | 26 aprile 2006    | Spacewatch                   |
| 741588 | 2006 KN57                | 7 maggio 2006     | Mount Lemmon Survey          |
| 741589 | 2006 KV57                | 22 maggio 2006    | Spacewatch                   |
| 741590 | 2006 KS73                | 23 maggio 2006    | Spacewatch                   |
| 741591 | 2006 KX76                | 24 maggio 2006    | Mount Lemmon Survey          |
| 741592 | 2006 KZ77                | 22 maggio 2006    | Spacewatch                   |
| 741593 | 2006 KO81                | 25 maggio 2006    | Mount Lemmon Survey          |
| 741594 | 2006 KW93                | 25 maggio 2006    | Spacewatch                   |
| 741595 | 2006 KV95                | 25 maggio 2006    | Spacewatch                   |
| 741596 | 2006 KL96                | 25 maggio 2006    | Spacewatch                   |
| 741597 | 2006 KL97                | 26 maggio 2006    | Spacewatch                   |
| 741598 | 2006 KQ102               | 27 maggio 2006    | Spacewatch                   |
| 741599 | 2006 KY111               | 31 maggio 2006    | Mount Lemmon Survey          |
| 741600 | 2006 KQ120               | 31 maggio 2006    | Spacewatch                   |

## 741601–741700
| Nome           | Designazione provvisoria | Data di scoperta  | Scopritore                |
| -------------- | ------------------------ | ----------------- | ------------------------- |
| 741601         | 2006 KN142               | 25 maggio 2006    | Osservatorio di Mauna Kea |
| 741602         | 2006 KY144               | 21 maggio 2006    | Mount Lemmon Survey       |
| 741603         | 2006 KT145               | 25 maggio 2006    | Mount Lemmon Survey       |
| 741604         | 2006 KV145               | 1 maggio 2006     | Spacewatch                |
| 741605         | 2006 KR146               | 13 novembre 2010  | Mount Lemmon Survey       |
| 741606         | 2006 KC147               | 21 maggio 2006    | Spacewatch                |
| 741607         | 2006 KP147               | 24 maggio 2006    | Spacewatch                |
| 741608         | 2006 KV148               | 3 marzo 2009      | Mount Lemmon Survey       |
| 741609         | 2006 KW148               | 29 agosto 2016    | Mount Lemmon Survey       |
| 741610         | 2006 KE149               | 19 marzo 2017     | Pan-STARRS                |
| 741611         | 2006 KN149               | 30 maggio 2006    | Mount Lemmon Survey       |
| 741612         | 2006 KC150               | 23 maggio 2006    | Spacewatch                |
| 741613         | 2006 KF150               | 12 ottobre 2007   | Spacewatch                |
| 741614         | 2006 KQ150               | 1 aprile 2009     | Spacewatch                |
| 741615         | 2006 KK152               | 9 luglio 2010     | WISE                      |
| 741616         | 2006 KC154               | 27 marzo 2017     | Mount Lemmon Survey       |
| 741617         | 2006 KS155               | 26 maggio 2006    | Mount Lemmon Survey       |
| 741618         | 2006 KU156               | 29 maggio 2006    | Spacewatch                |
| 741619         | 2006 LV8                 | 12 luglio 2015    | Spacewatch                |
| 741620         | 2006 LD9                 | 12 ottobre 2013   | Spacewatch                |
| 741621         | 2006 LE9                 | 7 novembre 2008   | Mount Lemmon Survey       |
| 741622         | 2006 ML15                | 19 giugno 2006    | Mount Lemmon Survey       |
| 741623         | 2006 MM15                | 21 giugno 2006    | NEAT                      |
| 741624         | 2006 MF16                | 2 agosto 2011     | Pan-STARRS                |
| 741625         | 2006 MK16                | 5 dicembre 2016   | Mount Lemmon Survey       |
| 741626         | 2006 OQ15                | 26 luglio 2006    | SSS                       |
| 741627         | 2006 OT21                | 21 luglio 2006    | Mount Lemmon Survey       |
| 741628         | 2006 OK23                | 28 giugno 2019    | Pan-STARRS                |
| 741629         | 2006 OX25                | 21 luglio 2006    | Mount Lemmon Survey       |
| 741630         | 2006 OM28                | 21 luglio 2006    | Mount Lemmon Survey       |
| 741631         | 2006 OA31                | 4 giugno 2006     | Mount Lemmon Survey       |
| 741632         | 2006 OO32                | 19 luglio 2006    | Osservatorio di Mauna Kea |
| 741633         | 2006 OM38                | 21 luglio 2006    | Mount Lemmon Survey       |
| 741634         | 2006 OL39                | 21 giugno 2014    | Pan-STARRS                |
| 741635         | 2006 OY39                | 10 ottobre 2018   | Pan-STARRS 2              |
| 741636         | 2006 OK40                | 30 luglio 2006    | LUSS                      |
| 741637         | 2006 PQ4                 | 6 maggio 2006     | Mount Lemmon Survey       |
| 741638         | 2006 PY7                 | 12 agosto 2006    | NEAT                      |
| 741639         | 2006 PL25                | 13 agosto 2006    | NEAT                      |
| 741640         | 2006 QE                  | 17 agosto 2006    | NEAT                      |
| 741641         | 2006 QT                  | 18 agosto 2006    | P. Birtwhistle            |
| 741642         | 2006 QL12                | 16 agosto 2006    | SSS                       |
| 741643         | 2006 QA15                | 17 agosto 2006    | NEAT                      |
| 741644         | 2006 QX17                | 17 agosto 2006    | NEAT                      |
| 741645         | 2006 QF19                | 17 agosto 2006    | NEAT                      |
| 741646         | 2006 QO23                | 21 agosto 2006    | R. Ferrando, M. Ferrando  |
| 741647 Davidge | 2006 QP34                | 23 agosto 2006    | Osservatorio di Mauna Kea |
| 741648         | 2006 QH44                | 15 ottobre 2002   | NEAT                      |
| 741649         | 2006 QB45                | 19 agosto 2006    | NEAT                      |
| 741650         | 2006 QN47                | 20 agosto 2006    | NEAT                      |
| 741651         | 2006 QX49                | 22 agosto 2006    | NEAT                      |
| 741652         | 2006 QY55                | 17 agosto 2006    | NEAT                      |
| 741653         | 2006 QV62                | 23 agosto 2006    | NEAT                      |
| 741654         | 2006 QA68                | 21 agosto 2006    | Spacewatch                |
| 741655         | 2006 QT72                | 21 agosto 2006    | Spacewatch                |
| 741656         | 2006 QQ76                | 21 agosto 2006    | Spacewatch                |
| 741657         | 2006 QH81                | 24 agosto 2006    | NEAT                      |
| 741658         | 2006 QO87                | 31 agosto 2000    | Spacewatch                |
| 741659         | 2006 QW92                | 17 agosto 2006    | NEAT                      |
| 741660         | 2006 QN94                | 19 agosto 2006    | Spacewatch                |
| 741661         | 2006 QX107               | 28 agosto 2006    | CSS                       |
| 741662         | 2006 QA108               | 28 agosto 2006    | CSS                       |
| 741663         | 2006 QQ131               | 18 luglio 2006    | Mount Lemmon Survey       |
| 741664         | 2006 QY131               | 22 agosto 2006    | NEAT                      |
| 741665         | 2006 QE137               | 29 agosto 2006    | N. Teamo, S. F. Hönig     |
| 741666         | 2006 QV137               | 16 agosto 2006    | NEAT                      |
| 741667         | 2006 QW137               | 16 agosto 2006    | NEAT                      |
| 741668         | 2006 QO141               | 24 agosto 2006    | NEAT                      |
| 741669         | 2006 QX141               | 21 agosto 2006    | Spacewatch                |
| 741670         | 2006 QD146               | 18 agosto 2006    | Spacewatch                |
| 741671         | 2006 QP146               | 18 agosto 2006    | Spacewatch                |
| 741672         | 2006 QK155               | 29 agosto 2006    | Spacewatch                |
| 741673         | 2006 QG160               | 9 febbraio 2005   | Mount Lemmon Survey       |
| 741674         | 2006 QO167               | 30 agosto 2006    | LONEOS                    |
| 741675         | 2006 QG169               | 24 agosto 2006    | NEAT                      |
| 741676         | 2006 QV178               | 21 agosto 2006    | Spacewatch                |
| 741677         | 2006 QG188               | 29 agosto 2006    | Spacewatch                |
| 741678         | 2006 QS188               | 30 agosto 2006    | LONEOS                    |
| 741679         | 2006 QM189               | 29 agosto 2006    | Spacewatch                |
| 741680         | 2006 QW189               | 18 agosto 2006    | Spacewatch                |
| 741681         | 2006 QX189               | 7 giugno 2013     | Mount Lemmon Survey       |
| 741682         | 2006 QF190               | 23 agosto 2006    | NEAT                      |
| 741683         | 2006 QB191               | 28 agosto 2006    | Spacewatch                |
| 741684         | 2006 QN192               | 29 ottobre 2010   | Spacewatch                |
| 741685         | 2006 QH195               | 17 agosto 2006    | NEAT                      |
| 741686         | 2006 QE198               | 12 febbraio 2008  | Spacewatch                |
| 741687         | 2006 QS198               | 19 agosto 2006    | Spacewatch                |
| 741688         | 2006 QL201               | 29 agosto 2006    | Spacewatch                |
| 741689         | 2006 QO202               | 29 agosto 2006    | Spacewatch                |
| 741690         | 2006 QG204               | 22 agosto 2006    | NEAT                      |
| 741691         | 2006 QO205               | 27 agosto 2006    | Spacewatch                |
| 741692         | 2006 RT3                 | 28 agosto 2006    | CSS                       |
| 741693         | 2006 RE21                | 15 settembre 2006 | Spacewatch                |
| 741694         | 2006 RN23                | 12 settembre 2006 | CSS                       |
| 741695         | 2006 RS27                | 14 settembre 2006 | NEAT                      |
| 741696         | 2006 RA30                | 15 settembre 2006 | Spacewatch                |
| 741697         | 2006 RF32                | 15 settembre 2006 | Spacewatch                |
| 741698         | 2006 RG35                | 29 agosto 2006    | LONEOS                    |
| 741699         | 2006 RG40                | 28 agosto 2006    | LONEOS                    |
| 741700         | 2006 RH48                | 14 settembre 2006 | CSS                       |

## 741701–741800
| Nome          | Designazione provvisoria | Data di scoperta  | Scopritore             |
| ------------- | ------------------------ | ----------------- | ---------------------- |
| 741701        | 2006 RN49                | 14 settembre 2006 | Spacewatch             |
| 741702        | 2006 RF53                | 14 settembre 2006 | Spacewatch             |
| 741703        | 2006 RD57                | 14 settembre 2006 | CSS                    |
| 741704        | 2006 RA62                | 12 settembre 2006 | CSS                    |
| 741705        | 2006 RD68                | 15 settembre 2006 | Spacewatch             |
| 741706        | 2006 RT88                | 15 settembre 2006 | Spacewatch             |
| 741707        | 2006 RH100               | 14 settembre 2006 | CSS                    |
| 741708        | 2006 RC106               | 19 settembre 2006 | Spacewatch             |
| 741709        | 2006 RO107               | 14 settembre 2006 | J. Masiero, R. Jedicke |
| 741710        | 2006 RA113               | 26 settembre 2006 | Mount Lemmon Survey    |
| 741711        | 2006 RL116               | 14 settembre 2006 | J. Masiero, R. Jedicke |
| 741712        | 2006 RM118               | 30 settembre 2006 | Spacewatch             |
| 741713        | 2006 RW119               | 25 settembre 2006 | Spacewatch             |
| 741714        | 2006 RW123               | 24 ottobre 2015   | Mount Lemmon Survey    |
| 741715        | 2006 SC10                | 16 settembre 2006 | Spacewatch             |
| 741716        | 2006 SN17                | 17 settembre 2006 | Spacewatch             |
| 741717        | 2006 SK20                | 19 settembre 2006 | Spacewatch             |
| 741718 Simard | 2006 SY24                | 15 settembre 2006 | David D. Balam         |
| 741719        | 2006 SY27                | 17 settembre 2006 | Spacewatch             |
| 741720        | 2006 SX28                | 29 agosto 2006    | CSS                    |
| 741721        | 2006 SW39                | 29 agosto 2006    | Spacewatch             |
| 741722        | 2006 SL41                | 18 settembre 2006 | Spacewatch             |
| 741723        | 2006 SY41                | 22 luglio 2006    | Mount Lemmon Survey    |
| 741724        | 2006 SF43                | 18 settembre 2006 | Spacewatch             |
| 741725        | 2006 ST49                | 30 agosto 2006    | LONEOS                 |
| 741726        | 2006 SW50                | 16 agosto 2006    | NEAT                   |
| 741727        | 2006 SA51                | 17 settembre 2006 | CSS                    |
| 741728        | 2006 SH52                | 27 agosto 2006    | Spacewatch             |
| 741729        | 2006 SH55                | 18 settembre 2006 | CSS                    |
| 741730        | 2006 SF63                | 18 agosto 2006    | LONEOS                 |
| 741731        | 2006 SM74                | 19 settembre 2006 | Spacewatch             |
| 741732        | 2006 SE81                | 18 settembre 2006 | Spacewatch             |
| 741733        | 2006 SP81                | 18 settembre 2006 | Spacewatch             |
| 741734        | 2006 SD82                | 18 settembre 2006 | Spacewatch             |
| 741735        | 2006 SH82                | 18 settembre 2006 | Spacewatch             |
| 741736        | 2006 SR82                | 18 settembre 2006 | Spacewatch             |
| 741737        | 2006 SZ91                | 18 settembre 2006 | Spacewatch             |
| 741738        | 2006 SX95                | 18 settembre 2006 | Spacewatch             |
| 741739        | 2006 SO105               | 19 settembre 2006 | Spacewatch             |
| 741740        | 2006 SC114               | 15 settembre 2006 | Spacewatch             |
| 741741        | 2006 SL120               | 18 settembre 2006 | CSS                    |
| 741742        | 2006 SW120               | 18 settembre 2006 | CSS                    |
| 741743        | 2006 SG138               | 20 settembre 2006 | CSS                    |
| 741744        | 2006 SQ143               | 19 settembre 2006 | Spacewatch             |
| 741745        | 2006 SV152               | 22 agosto 2006    | NEAT                   |
| 741746        | 2006 SZ158               | 15 settembre 2006 | Spacewatch             |
| 741747        | 2006 SC179               | 25 settembre 2006 | Spacewatch             |
| 741748        | 2006 SL180               | 25 settembre 2006 | Mount Lemmon Survey    |
| 741749        | 2006 SM196               | 17 settembre 2006 | Spacewatch             |
| 741750        | 2006 SZ198               | 15 settembre 2006 | Spacewatch             |
| 741751        | 2006 SJ205               | 25 settembre 2006 | Mount Lemmon Survey    |
| 741752        | 2006 SY205               | 25 settembre 2006 | LONEOS                 |
| 741753        | 2006 SB206               | 25 settembre 2006 | LONEOS                 |
| 741754        | 2006 SJ209               | 16 settembre 2006 | Spacewatch             |
| 741755        | 2006 SP241               | 9 gennaio 1997    | Spacewatch             |
| 741756        | 2006 SO247               | 15 settembre 2006 | Spacewatch             |
| 741757        | 2006 SR249               | 26 settembre 2006 | Spacewatch             |
| 741758        | 2006 SE250               | 21 luglio 2006    | Mount Lemmon Survey    |
| 741759        | 2006 SG251               | 19 settembre 2006 | Spacewatch             |
| 741760        | 2006 SM263               | 26 settembre 2006 | Spacewatch             |
| 741761        | 2006 SY276               | 28 settembre 2006 | Spacewatch             |
| 741762        | 2006 SR283               | 26 settembre 2006 | CSS                    |
| 741763        | 2006 SW283               | 26 settembre 2006 | CSS                    |
| 741764        | 2006 SS294               | 17 settembre 2006 | Spacewatch             |
| 741765        | 2006 SW294               | 17 settembre 2006 | Spacewatch             |
| 741766        | 2006 SR304               | 27 settembre 2006 | Spacewatch             |
| 741767        | 2006 SB307               | 16 settembre 2006 | CSS                    |
| 741768        | 2006 SZ312               | 18 settembre 2006 | Spacewatch             |
| 741769        | 2006 SM314               | 27 settembre 2006 | Spacewatch             |
| 741770        | 2006 SJ327               | 9 aprile 2002     | NEAT                   |
| 741771        | 2006 SA359               | 30 settembre 2006 | CSS                    |
| 741772        | 2006 SM364               | 28 settembre 2006 | Mount Lemmon Survey    |
| 741773        | 2006 SQ380               | 28 ottobre 2006   | CSS                    |
| 741774        | 2006 SN387               | 29 settembre 2006 | SDSS Collaboration     |
| 741775        | 2006 SP397               | 25 settembre 2006 | Mount Lemmon Survey    |
| 741776        | 2006 ST397               | 25 settembre 2006 | Spacewatch             |
| 741777        | 2006 SB399               | 17 settembre 2006 | Spacewatch             |
| 741778        | 2006 SL401               | 28 settembre 2006 | CSS                    |
| 741779        | 2006 SJ404               | 30 settembre 2006 | Mount Lemmon Survey    |
| 741780        | 2006 SL410               | 17 settembre 2006 | Spacewatch             |
| 741781        | 2006 SJ423               | 26 settembre 2006 | CSS                    |
| 741782        | 2006 SA426               | 16 settembre 2006 | Spacewatch             |
| 741783        | 2006 SN426               | 12 novembre 2012  | Mount Lemmon Survey    |
| 741784        | 2006 SU426               | 21 marzo 2015     | Pan-STARRS             |
| 741785        | 2006 SB427               | 9 agosto 2013     | Spacewatch             |
| 741786        | 2006 SQ427               | 18 settembre 2006 | Spacewatch             |
| 741787        | 2006 SD428               | 27 agosto 2006    | Spacewatch             |
| 741788        | 2006 SH428               | 18 settembre 2006 | Spacewatch             |
| 741789        | 2006 SN428               | 28 settembre 2006 | Mount Lemmon Survey    |
| 741790        | 2006 SO428               | 19 settembre 2006 | Spacewatch             |
| 741791        | 2006 SD429               | 20 settembre 2011 | Mount Lemmon Survey    |
| 741792        | 2006 SV429               | 9 agosto 2013     | Spacewatch             |
| 741793        | 2006 SX429               | 17 settembre 2006 | Spacewatch             |
| 741794        | 2006 SA433               | 17 settembre 2006 | CSS                    |
| 741795        | 2006 SO433               | 16 settembre 2006 | Spacewatch             |
| 741796        | 2006 ST433               | 28 settembre 2006 | Mount Lemmon Survey    |
| 741797        | 2006 SF436               | 18 marzo 2009     | Mount Lemmon Survey    |
| 741798        | 2006 SY436               | 19 agosto 2006    | Spacewatch             |
| 741799        | 2006 SR437               | 17 settembre 2017 | Pan-STARRS             |
| 741800        | 2006 SA438               | 25 luglio 2017    | Pan-STARRS             |

## 741801–741900
| Nome             | Designazione provvisoria | Data di scoperta  | Scopritore            |
| ---------------- | ------------------------ | ----------------- | --------------------- |
| 741801           | 2006 SS438               | 11 agosto 2018    | Pan-STARRS            |
| 741802           | 2006 SQ439               | 11 ottobre 2015   | Mount Lemmon Survey   |
| 741803           | 2006 SE440               | 17 settembre 2006 | Spacewatch            |
| 741804           | 2006 SB441               | 7 marzo 2013      | Mount Lemmon Survey   |
| 741805           | 2006 SX441               | 3 ottobre 2013    | Pan-STARRS            |
| 741806           | 2006 SV444               | 29 agosto 2006    | CSS                   |
| 741807           | 2006 SA445               | 22 marzo 2009     | Mount Lemmon Survey   |
| 741808           | 2006 SA446               | 18 settembre 2006 | Spacewatch            |
| 741809           | 2006 SX446               | 28 settembre 2006 | Spacewatch            |
| 741810           | 2006 SU447               | 27 settembre 2006 | Spacewatch            |
| 741811           | 2006 SC455               | 17 settembre 2006 | Spacewatch            |
| 741812           | 2006 TL7                 | 12 ottobre 2006   | L. A. Molnar          |
| 741813           | 2006 TK11                | 15 ottobre 2006   | K. Sárneczky, Z. Kuli |
| 741814           | 2006 TH16                | 24 settembre 2006 | Spacewatch            |
| 741815           | 2006 TZ18                | 2 ottobre 2006    | Mount Lemmon Survey   |
| 741816           | 2006 TX32                | 26 settembre 2006 | Mount Lemmon Survey   |
| 741817           | 2006 TN36                | 27 settembre 2006 | Mount Lemmon Survey   |
| 741818           | 2006 TV43                | 25 settembre 2006 | Mount Lemmon Survey   |
| 741819           | 2006 TH52                | 12 ottobre 2006   | Spacewatch            |
| 741820           | 2006 TL52                | 25 settembre 2006 | Mount Lemmon Survey   |
| 741821 Lewisknee | 2006 TO58                | 11 ottobre 2006   | David D. Balam        |
| 741822           | 2006 TF61                | 19 settembre 2006 | Spacewatch            |
| 741823           | 2006 TV62                | 16 settembre 2006 | Jarnac Obs.           |
| 741824           | 2006 TA72                | 3 ottobre 2006    | Mount Lemmon Survey   |
| 741825           | 2006 TO76                | 28 settembre 2006 | CSS                   |
| 741826           | 2006 TP82                | 4 ottobre 2006    | Mount Lemmon Survey   |
| 741827           | 2006 TQ82                | 4 ottobre 2006    | Mount Lemmon Survey   |
| 741828           | 2006 TG85                | 13 ottobre 2006   | Spacewatch            |
| 741829           | 2006 TS85                | 2 ottobre 2006    | Mount Lemmon Survey   |
| 741830           | 2006 TX88                | 13 ottobre 2006   | Spacewatch            |
| 741831           | 2006 TY89                | 13 ottobre 2006   | Spacewatch            |
| 741832           | 2006 TD95                | 23 settembre 2006 | Spacewatch            |
| 741833           | 2006 TL96                | 12 ottobre 2006   | NEAT                  |
| 741834           | 2006 TX113               | 27 settembre 2006 | SDSS Collaboration    |
| 741835           | 2006 TS118               | 22 ottobre 2006   | CSS                   |
| 741836           | 2006 TR131               | 2 ottobre 2006    | Mount Lemmon Survey   |
| 741837           | 2006 TS131               | 2 ottobre 2006    | Mount Lemmon Survey   |
| 741838           | 2006 TU131               | 2 ottobre 2006    | Mount Lemmon Survey   |
| 741839           | 2006 TW131               | 2 ottobre 2006    | Mount Lemmon Survey   |
| 741840           | 2006 TN132               | 2 ottobre 2006    | Mount Lemmon Survey   |
| 741841           | 2006 TU132               | 3 ottobre 2006    | Mount Lemmon Survey   |
| 741842           | 2006 TV132               | 3 ottobre 2006    | Mount Lemmon Survey   |
| 741843           | 2006 TA133               | 3 ottobre 2006    | Mount Lemmon Survey   |
| 741844           | 2006 TU133               | 11 ottobre 2006   | NEAT                  |
| 741845           | 2006 TB140               | 2 ottobre 2006    | Mount Lemmon Survey   |
| 741846           | 2006 TB141               | 13 ottobre 2006   | Spacewatch            |
| 741847           | 2006 TY142               | 2 ottobre 2006    | Mount Lemmon Survey   |
| 741848           | 2006 UR4                 | 2 ottobre 2006    | Mount Lemmon Survey   |
| 741849           | 2006 UA6                 | 26 settembre 2006 | Mount Lemmon Survey   |
| 741850           | 2006 UD22                | 29 agosto 2006    | Spacewatch            |
| 741851           | 2006 UX29                | 16 ottobre 2006   | Spacewatch            |
| 741852           | 2006 UR30                | 4 ottobre 2006    | Mount Lemmon Survey   |
| 741853           | 2006 UA31                | 27 settembre 2006 | Mount Lemmon Survey   |
| 741854           | 2006 UZ31                | 25 settembre 2006 | Mount Lemmon Survey   |
| 741855           | 2006 UH41                | 16 ottobre 2006   | Spacewatch            |
| 741856           | 2006 UJ46                | 30 settembre 2006 | Mount Lemmon Survey   |
| 741857           | 2006 UP49                | 30 settembre 2006 | Spacewatch            |
| 741858           | 2006 UQ58                | 19 ottobre 2006   | Mount Lemmon Survey   |
| 741859           | 2006 UJ63                | 13 ottobre 2006   | Spacewatch            |
| 741860           | 2006 UG67                | 16 ottobre 2006   | Spacewatch            |
| 741861           | 2006 UE70                | 27 settembre 2006 | Mount Lemmon Survey   |
| 741862           | 2006 UR75                | 23 settembre 2006 | Spacewatch            |
| 741863           | 2006 UJ80                | 17 ottobre 2006   | Mount Lemmon Survey   |
| 741864           | 2006 UL82                | 17 ottobre 2006   | Spacewatch            |
| 741865           | 2006 UX84                | 28 settembre 2006 | Mount Lemmon Survey   |
| 741866           | 2006 UX86                | 30 settembre 2006 | Mount Lemmon Survey   |
| 741867           | 2006 UC94                | 30 settembre 2006 | Mount Lemmon Survey   |
| 741868           | 2006 UZ94                | 3 ottobre 2006    | Mount Lemmon Survey   |
| 741869           | 2006 UP95                | 30 settembre 2006 | CSS                   |
| 741870           | 2006 UF99                | 2 ottobre 2006    | Mount Lemmon Survey   |
| 741871           | 2006 UJ110               | 21 settembre 2006 | LONEOS                |
| 741872           | 2006 UR122               | 11 ottobre 2006   | Spacewatch            |
| 741873           | 2006 UB127               | 2 ottobre 2006    | Mount Lemmon Survey   |
| 741874           | 2006 UT127               | 2 ottobre 2006    | Mount Lemmon Survey   |
| 741875           | 2006 UZ133               | 26 settembre 2006 | Mount Lemmon Survey   |
| 741876           | 2006 UM135               | 30 settembre 2006 | Mount Lemmon Survey   |
| 741877           | 2006 UN138               | 19 ottobre 2006   | Spacewatch            |
| 741878           | 2006 UF140               | 19 ottobre 2006   | Spacewatch            |
| 741879           | 2006 UO146               | 13 settembre 2006 | NEAT                  |
| 741880           | 2006 US146               | 20 ottobre 2006   | Spacewatch            |
| 741881           | 2006 UD152               | 27 settembre 2006 | Mount Lemmon Survey   |
| 741882           | 2006 UL154               | 2 ottobre 2006    | Mount Lemmon Survey   |
| 741883           | 2006 UY163               | 2 ottobre 2006    | Mount Lemmon Survey   |
| 741884           | 2006 UM165               | 2 ottobre 2006    | Mount Lemmon Survey   |
| 741885           | 2006 UC166               | 21 ottobre 2006   | Mount Lemmon Survey   |
| 741886           | 2006 US166               | 2 ottobre 2006    | Mount Lemmon Survey   |
| 741887           | 2006 UJ167               | 3 ottobre 2006    | Mount Lemmon Survey   |
| 741888           | 2006 US167               | 2 ottobre 2006    | Mount Lemmon Survey   |
| 741889           | 2006 UR186               | 18 settembre 2006 | CSS                   |
| 741890           | 2006 UE193               | 30 agosto 2006    | LONEOS                |
| 741891           | 2006 UC198               | 12 ottobre 2006   | Spacewatch            |
| 741892           | 2006 UX199               | 14 settembre 2006 | Spacewatch            |
| 741893           | 2006 UY205               | 23 ottobre 2006   | Spacewatch            |
| 741894           | 2006 UX219               | 16 ottobre 2006   | CSS                   |
| 741895           | 2006 UD221               | 17 ottobre 2006   | CSS                   |
| 741896           | 2006 UM221               | 18 settembre 2006 | CSS                   |
| 741897           | 2006 UW224               | 28 settembre 2006 | Spacewatch            |
| 741898           | 2006 UQ227               | 22 ottobre 2006   | CSS                   |
| 741899           | 2006 UG228               | 19 ottobre 2006   | CSS                   |
| 741900           | 2006 UE236               | 23 ottobre 2006   | Spacewatch            |

## 741901–742000
| Nome   | Designazione provvisoria | Data di scoperta  | Scopritore                 |
| ------ | ------------------------ | ----------------- | -------------------------- |
| 741901 | 2006 UR242               | 25 settembre 2006 | Mount Lemmon Survey        |
| 741902 | 2006 UZ243               | 27 ottobre 2006   | Mount Lemmon Survey        |
| 741903 | 2006 UE246               | 27 ottobre 2006   | Mount Lemmon Survey        |
| 741904 | 2006 UP249               | 4 ottobre 2006    | Mount Lemmon Survey        |
| 741905 | 2006 UP253               | 27 ottobre 2006   | Mount Lemmon Survey        |
| 741906 | 2006 UL257               | 16 ottobre 2006   | Spacewatch                 |
| 741907 | 2006 UO258               | 28 ottobre 2006   | Mount Lemmon Survey        |
| 741908 | 2006 UY258               | 16 ottobre 2006   | Spacewatch                 |
| 741909 | 2006 UH278               | 27 settembre 2006 | Mount Lemmon Survey        |
| 741910 | 2006 UK282               | 16 ottobre 2006   | Spacewatch                 |
| 741911 | 2006 UL286               | 26 settembre 2006 | Mount Lemmon Survey        |
| 741912 | 2006 UX287               | 29 ottobre 2006   | Spacewatch                 |
| 741913 | 2006 UB294               | 19 ottobre 2006   | L. H. Wasserman            |
| 741914 | 2006 UO298               | 29 agosto 2006    | Spacewatch                 |
| 741915 | 2006 UL319               | 19 ottobre 2006   | L. H. Wasserman            |
| 741916 | 2006 UO336               | 21 ottobre 2006   | Mount Lemmon Survey        |
| 741917 | 2006 UQ356               | 13 ottobre 2006   | Spacewatch                 |
| 741918 | 2006 UN358               | 16 ottobre 2006   | Spacewatch                 |
| 741919 | 2006 UP358               | 16 ottobre 2006   | Spacewatch                 |
| 741920 | 2006 UC359               | 20 ottobre 2006   | Spacewatch                 |
| 741921 | 2006 UD362               | 17 ottobre 2006   | Mount Lemmon Survey        |
| 741922 | 2006 UN366               | 31 agosto 2011    | Pan-STARRS                 |
| 741923 | 2006 UL367               | 21 ottobre 2006   | LUSS                       |
| 741924 | 2006 UR368               | 20 ottobre 2006   | Mount Lemmon Survey        |
| 741925 | 2006 UP369               | 21 novembre 1997  | Spacewatch                 |
| 741926 | 2006 UE370               | 23 ottobre 2006   | Mount Lemmon Survey        |
| 741927 | 2006 UE371               | 18 ottobre 2006   | Spacewatch                 |
| 741928 | 2006 UQ372               | 23 ottobre 2016   | Mount Lemmon Survey        |
| 741929 | 2006 UF377               | 10 ottobre 2015   | Pan-STARRS                 |
| 741930 | 2006 UN378               | 24 gennaio 2011   | Mount Lemmon Survey        |
| 741931 | 2006 UA379               | 20 ottobre 2006   | Spacewatch                 |
| 741932 | 2006 UG385               | 28 ottobre 2006   | Spacewatch                 |
| 741933 | 2006 UC387               | 19 ottobre 2006   | Spacewatch                 |
| 741934 | 2006 UN387               | 21 ottobre 2006   | Spacewatch                 |
| 741935 | 2006 UR387               | 21 ottobre 2006   | Spacewatch                 |
| 741936 | 2006 UC392               | 21 ottobre 2006   | Spacewatch                 |
| 741937 | 2006 VW1                 | 26 settembre 2006 | Mount Lemmon Survey        |
| 741938 | 2006 VG8                 | 11 novembre 2006  | Spacewatch                 |
| 741939 | 2006 VL8                 | 11 novembre 2006  | Spacewatch                 |
| 741940 | 2006 VN13                | 13 novembre 2006  | NEAT                       |
| 741941 | 2006 VV18                | 21 ottobre 2006   | Spacewatch                 |
| 741942 | 2006 VS21                | 3 ottobre 2006    | Mount Lemmon Survey        |
| 741943 | 2006 VC40                | 12 novembre 2006  | Mount Lemmon Survey        |
| 741944 | 2006 VD40                | 30 ottobre 2006   | Mount Lemmon Survey        |
| 741945 | 2006 VY41                | 21 ottobre 2006   | Spacewatch                 |
| 741946 | 2006 VO55                | 19 ottobre 2006   | Mount Lemmon Survey        |
| 741947 | 2006 VU63                | 28 settembre 2006 | Mount Lemmon Survey        |
| 741948 | 2006 VD65                | 16 ottobre 2006   | CSS                        |
| 741949 | 2006 VS69                | 11 novembre 2006  | Spacewatch                 |
| 741950 | 2006 VU74                | 23 ottobre 2006   | Mount Lemmon Survey        |
| 741951 | 2006 VO86                | 28 settembre 2006 | Mount Lemmon Survey        |
| 741952 | 2006 VJ88                | 14 novembre 2006  | Mount Lemmon Survey        |
| 741953 | 2006 VA89                | 28 settembre 2006 | Mount Lemmon Survey        |
| 741954 | 2006 VJ92                | 15 novembre 2006  | CSS                        |
| 741955 | 2006 VR95                | 15 novembre 2006  | Spacewatch                 |
| 741956 | 2006 VD107               | 13 novembre 2006  | Spacewatch                 |
| 741957 | 2006 VU110               | 13 novembre 2006  | Spacewatch                 |
| 741958 | 2006 VC119               | 12 aprile 2005    | Spacewatch                 |
| 741959 | 2006 VO122               | 27 febbraio 2004  | M. W. Buie, D. E. Trilling |
| 741960 | 2006 VV124               | 20 ottobre 2006   | Mount Lemmon Survey        |
| 741961 | 2006 VF126               | 21 ottobre 2006   | Mount Lemmon Survey        |
| 741962 | 2006 VH126               | 17 ottobre 2006   | Spacewatch                 |
| 741963 | 2006 VO127               | 21 ottobre 1995   | Spacewatch                 |
| 741964 | 2006 VM135               | 28 ottobre 2006   | Mount Lemmon Survey        |
| 741965 | 2006 VX155               | 29 ottobre 2006   | CSS                        |
| 741966 | 2006 VJ161               | 28 marzo 2015     | Spacewatch                 |
| 741967 | 2006 VP171               | 1 novembre 2006   | Spacewatch                 |
| 741968 | 2006 VX171               | 11 novembre 2006  | Spacewatch                 |
| 741969 | 2006 VT174               | 22 ottobre 2006   | Spacewatch                 |
| 741970 | 2006 VD176               | 3 ottobre 2006    | Mount Lemmon Survey        |
| 741971 | 2006 VG177               | 30 settembre 2006 | Mount Lemmon Survey        |
| 741972 | 2006 VS177               | 1 novembre 2006   | Spacewatch                 |
| 741973 | 2006 VS178               | 27 giugno 2014    | Pan-STARRS                 |
| 741974 | 2006 VG179               | 29 gennaio 2017   | Pan-STARRS                 |
| 741975 | 2006 VE180               | 26 gennaio 2017   | Pan-STARRS                 |
| 741976 | 2006 VN180               | 11 novembre 2006  | Mount Lemmon Survey        |
| 741977 | 2006 VP180               | 27 gennaio 2017   | Mount Lemmon Survey        |
| 741978 | 2006 WF7                 | 16 novembre 2006  | Spacewatch                 |
| 741979 | 2006 WT7                 | 22 ottobre 2006   | Mount Lemmon Survey        |
| 741980 | 2006 WT20                | 17 novembre 2006  | Mount Lemmon Survey        |
| 741981 | 2006 WN27                | 19 novembre 2006  | V. S. Casulli              |
| 741982 | 2006 WE30                | 19 novembre 2006  | LUSS                       |
| 741983 | 2006 WB37                | 16 novembre 2006  | Spacewatch                 |
| 741984 | 2006 WO38                | 29 ottobre 2006   | Mount Lemmon Survey        |
| 741985 | 2006 WC48                | 16 novembre 2006  | Spacewatch                 |
| 741986 | 2006 WY52                | 16 novembre 2006  | Spacewatch                 |
| 741987 | 2006 WT57                | 23 ottobre 2006   | CSS                        |
| 741988 | 2006 WD65                | 17 novembre 2006  | Mount Lemmon Survey        |
| 741989 | 2006 WP66                | 19 aprile 2013    | Pan-STARRS                 |
| 741990 | 2006 WQ70                | 9 novembre 2006   | Spacewatch                 |
| 741991 | 2006 WD73                | 27 settembre 2006 | Mount Lemmon Survey        |
| 741992 | 2006 WH73                | 4 ottobre 2006    | Mount Lemmon Survey        |
| 741993 | 2006 WS77                | 18 novembre 2006  | Spacewatch                 |
| 741994 | 2006 WB99                | 19 novembre 2006  | Spacewatch                 |
| 741995 | 2006 WJ102               | 11 novembre 2006  | Spacewatch                 |
| 741996 | 2006 WN107               | 19 novembre 2006  | CSS                        |
| 741997 | 2006 WY111               | 19 novembre 2006  | Spacewatch                 |
| 741998 | 2006 WJ117               | 20 novembre 2006  | Mount Lemmon Survey        |
| 741999 | 2006 WE119               | 30 settembre 2006 | Mount Lemmon Survey        |
| 742000 | 2006 WM120               | 21 ottobre 2006   | Mount Lemmon Survey        |